# 음바바네
음바바네(스와티어: ÉMbábáne 엠바바네, 영어: Mbabane)는 에스와티니의 수도이다. 2003년 통계로는 7만 명이 거주하고 있는 것으로 조사되었다. 음바바네 강과 음딤바 산맥에 있는 폴린자네 강 지류에 있다. 도시는 나라의 행정 중심이 1902년 현재 만지니라 불리는 브렘머스도르프부터 이동한 후 성장했다. 음바바네는 영국의 정착자들이 도착했을 때 그 지역에 살았었던 족장, 음바바네 구네네로부터 그곳의 이름이 유래했다. 또한 주변 지역을 위한 상업 허브이며 동시에 주석과 철이 채굴된다.
남아프리카에 교차하는 음바바네의 가장 가까운 국경은 응궤냐-오쉬외크이며, 비록 스와티어가 주요 언어일지라도 영어가 널리 보급된 상태이다. 음바바네는 관광과 설탕 수출품에 의존한다. 도시는 빛 산업을 위한 두 지역이 있다.
평균 연례 기온은 7월에 15 °C이며 1월에 22 °C이다.. 음바바네는 에스와티니 대학교 세개의 캠퍼스 중 하나 뿐만 아니라, 워터포드-카음흐라바 연합 세계 전문대학의 소재지이다.

## 기후
도시는 온화한 기후를 가지고 있으며 눈은 10년에 한 두번 일어나는 드문 사건이다.
| Mbabane의 기후                          | Mbabane의 기후 | Mbabane의 기후 | Mbabane의 기후 | Mbabane의 기후 | Mbabane의 기후 | Mbabane의 기후 | Mbabane의 기후 | Mbabane의 기후 | Mbabane의 기후 | Mbabane의 기후 | Mbabane의 기후 | Mbabane의 기후 | Mbabane의 기후  |
| 월                                      | 1월            | 2월            | 3월            | 4월            | 5월            | 6월            | 7월            | 8월            | 9월            | 10월           | 11월           | 12월           | 연간            |
| --------------------------------------- | -------------- | -------------- | -------------- | -------------- | -------------- | -------------- | -------------- | -------------- | -------------- | -------------- | -------------- | -------------- | --------------- |
| 일평균 최고 기온 °C (°F)                | 24.9 (76.8)    | 24.5 (76.1)    | 24.1 (75.4)    | 22.6 (72.7)    | 21.4 (70.5)    | 19.3 (66.7)    | 19.8 (67.6)    | 21.3 (70.3)    | 23.2 (73.8)    | 22.8 (73.0)    | 22.5 (72.5)    | 23.7 (74.7)    | 22.5 (72.5)     |
| 일평균 최저 기온 °C (°F)                | 14.9 (58.8)    | 14.5 (58.1)    | 13.4 (56.1)    | 11.0 (51.8)    | 7.9 (46.2)     | 4.7 (40.5)     | 4.6 (40.3)     | 6.6 (43.9)     | 9.5 (49.1)     | 11.3 (52.3)    | 12.9 (55.2)    | 14.2 (57.6)    | 10.5 (50.9)     |
| 평균 강우량 mm (인치)                   | 253.2 (9.97)   | 224.6 (8.84)   | 151.6 (5.97)   | 87.9 (3.46)    | 33.8 (1.33)    | 19.4 (0.76)    | 20.1 (0.79)    | 35.1 (1.38)    | 69.4 (2.73)    | 141.9 (5.59)   | 197.8 (7.79)   | 206.9 (8.15)   | 1,441.7 (56.76) |
| 평균 강우일수                           | 16.9           | 14.3           | 13.8           | 9.8            | 5.1            | 2.8            | 3.1            | 6.5            | 9.2            | 14.9           | 17.0           | 16.5           | 129.9           |
| 출처: World Meteorological Organization |                |                |                |                |                |                |                |                |                |                |                |                |                 |

## 자매 도시
- 미국 포트워스
- 대만 타이베이시